# Ardisia principis
Ardisia principis är en viveväxtart som först beskrevs av A. Dc., och fick sitt nu gällande namn av Macbride. Ardisia principis ingår i släktet Ardisia och familjen viveväxter. Inga underarter finns listade i Catalogue of Life.